# Emily Swallow
Emily Swallow (18 de diciembre de 1979) es una actriz estadounidense, reconocida por sus papeles de Kim Fischer en El mentalista y de Amara en Supernatural. Actualmente aparece en la serie El Mandaloriano, relacionada con el universo de Star Wars en el papel de La Armera.

## Filmografía

### Cine
| Año  | Título                       | Papel         | Notas        |
| ---- | ---------------------------- | ------------- | ------------ |
| 2008 | The Lucky Ones               | Brandi        |              |
| 2010 | The Odds                     | Becca Facelli | Telefilme    |
| 2018 | Forget Me Not                | Madre         | Cortometraje |
| 2020 | Haunting of the Mary Celeste | Rachel        |              |

### Televisión
| Año            | Título                        | Papel                       | Notas                                            |
| -------------- | ----------------------------- | --------------------------- | ------------------------------------------------ |
| 2006           | Guiding Light                 | Regina                      | Episodio: "12 June 2006"                         |
| 2007           | Jericho                       | Enfermera                   | Episodio: "Why We Fight"                         |
| 2007           | Flight of the Conchords       | Becky                       | Episodio: "What Goes on Tour?"                   |
| 2007           | Journeyman                    | Jefe de seguridad           | Episodio: "The Hanged Man"                       |
| 2009–2010      | Southland                     | Dina Clarke                 | 5 episodio                                       |
| 2009           | Medium                        | Erica Duvall                | Episodio: "New Terrain"                          |
| 2009           | NCIS                          | Darlene Kelp                | Episodio: "Child's Play"                         |
| 2011           | The Good Wife                 | Mandy Cox                   | Episodio: "The Death Zone"                       |
| 2011           | Ringer                        | Detective Elizabeth Saldana | 3 episodios                                      |
| 2013           | Ironside                      | Tabitha Gates               | Episodio: "Hell on Wheels"                       |
| 2013           | Monday Mornings               | Dra. Michelle Robidaux      | 9 episodios                                      |
| 2013           | Rizzoli & Isles               | Elizabeth Keating           | Episodio: "Build for Speed"                      |
| 2013–2014      | The Mentalist                 | Kim Fischer                 | 14 episodios                                     |
| 2015           | Girlfriends' Guide to Divorce | Carla                       | 2 episodios                                      |
| 2015           | Beauty & the Beast            | Sra. Zalman                 | Episodio: "Heart of the Matter"                  |
| 2015–2016,2019 | Supernatural                  | Amara                       | 12 episodios                                     |
| 2016           | How to Get Away with Murder   | Lisa Cameron                | 3 episodios                                      |
| 2016           | Adoptable                     | Lisa Crane / Lisa Fishman   | 6 episodios                                      |
| 2017           | Man with a Plan               | Doctor Knox                 | Episodio: "Dr. No"                               |
| 2017           | Castlevania                   | Lisa Tepes (voz)            | 3 episodios                                      |
| 2018           | Timeless                      | Bathsheba Pope              | Episodio: "The Salem Witch Hunt"                 |
| 2018           | Dealbreakers                  | Maggie                      | Episodio: "The Yogui"                            |
| 2019           | Bull                          | Audrey Valdez               | Episodio: "The Good One"                         |
| 2019           | Elementary                    | Bree Novacek                | Episodio: "From Russia with Drugs"               |
| 2019           | Instinct                      | Allyson Randolph            | Episodio: "Gray Matter"                          |
| 2019-2020      | SEAL Team                     | Natalie Pierce              | 15 epsisodios                                    |
| 2019-presente  | The Mandalorian               | La armera                   | 9 episodios                                      |
| 2022           | El libro de Boba Fett         | La armera                   | Episodio: "Chapter 5: Return of the Mandalorian" |
| 2023           | S.W.A.T.                      | Detective Ramona Quinn      | Episodio: "Witness"                              |

### Videojuegos
| Año  | Título                 | Papel       | Notas                 |
| ---- | ---------------------- | ----------- | --------------------- |
| 2020 | The Last of Us Part II | Emily (voz) | Captura de movimiento |